# آلاس (جغرافیا)

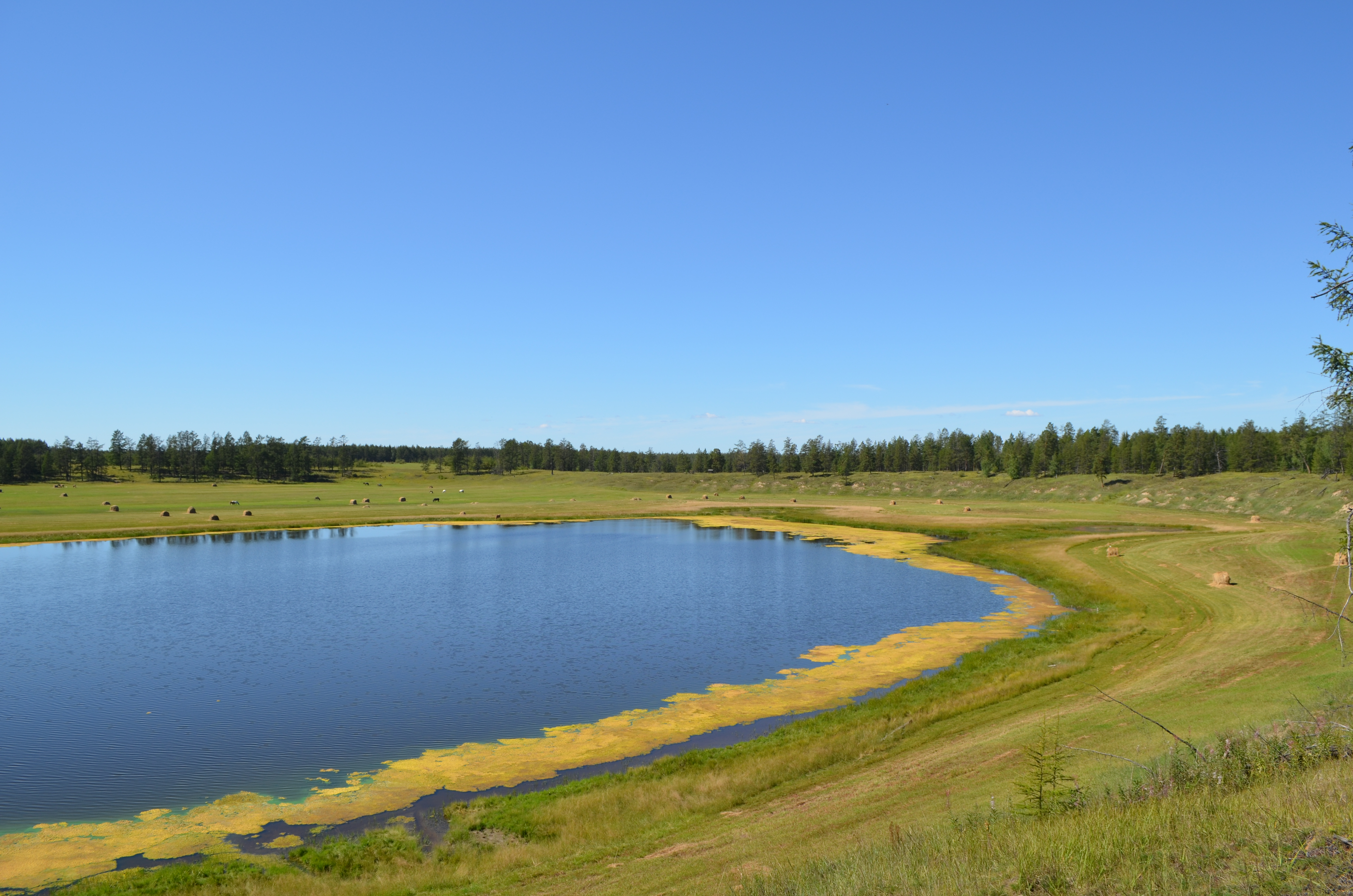
افسوس مامیکان نزدیک مایا.

آلاس (به یاقوتی: *Алаас*) نوعی فرورفتگی کم‌عمق زمین‌شناختی است که عمدتاً در جمهوری ساخا (یاکوتیا) در شمال شرق روسیه دیده می‌شود. این پدیده، حاصل نشست تدریجی زمین بر اثر ذوب و انجماد مکرر یخ‌های زیرزمینی در نواحی دارای پرمافراست (یخبندان دائمی) است؛ پدیده‌ای که به‌ویژه در اقلیم‌های قطبی رایج است.
فرایند تشکیل آلاس با ذوب یخ‌های موجود در لایه‌های پرمافراست آغاز می‌شود که منجر به ایجاد یک حوضهٔ کم‌عمق می‌گردد. در مراحل ابتدایی، این حفره‌ها به‌وسیلهٔ آب‌های حاصل از ذوب یخ پر می‌شوند و به‌صورت دریاچه‌های ترموکارست ظاهر می‌گردند. با گذشت زمان و به‌ویژه در اقلیم خشک قاره‌ای یاکوتیا، این دریاچه‌ها خشک می‌شوند و کف آن‌ها با گونه‌های گیاهی علفی نظیر گندمیان و سایر گیاهان مرتعی پوشیده می‌شود.
از منظر محیط‌زیستی و اقتصادی، آلاس‌ها منابع مهمی برای دامداری سنتی هستند و به‌طور ویژه برای چرای اسب و برداشت علوفه (یونجه) استفاده می‌شوند. همچنین در دشت‌های مرکزی یاکوتی، این فرورفتگی‌ها به‌عنوان چشم‌اندازهای ژئومورفیک غالب شناخته می‌شوند. بزرگ‌ترین نمونهٔ شناخته‌شده، آلاسی به نام میوریو در ناحیهٔ اوست-آلدان است.
علاوه بر اهمیت زمین‌شناسی، آلاس‌ها نقش برجسته‌ای در هویت فرهنگی قوم یاقوت نیز دارند. در آیین سال نو سنتی آن‌ها موسوم به ایسیخ(Ysyakh)، که در تابستان برگزار می‌شود، گردهمایی‌های گسترده‌ای در آلاس‌ها شکل می‌گیرد که گاه تا ۲۰٬۰۰۰ نفر را شامل می‌شود. در این مراسم، سازه‌هایی موقت از پوست درخت غان به نام *اوراها* ساخته می‌شوند و آیین‌های مذهبی و نمادین برگزار می‌گردد که پیوند انسان و طبیعت را بازنمایی می‌کند.

## مثال‌ها
آلاس با فرورفتگی‌های ترموکارستی که در دیگر مناطق قطبی دیده می‌شوند تفاوت مهمی دارد. درحالی‌که بسیاری از فرورفتگی‌های ترموکارستی در عرض‌های بالاتر، دریاچه‌هایی دائمی یا نیمه‌دائمی را در خود جای می‌دهند، آلاس‌ها ماهیتی موقت دارند. این تفاوت عمدتاً ناشی از ویژگی‌های اقلیمی خاص جمهوری ساخا (یاکوتیا) در شمال شرقی سیبری است.
آب‌وهوای این منطقه به‌شدت خشک و قاره‌ای است و تبخیر بالا همراه با بارندگی اندک، موجب می‌شود که دریاچه‌ای که در مراحل اولیهٔ تشکیل آلاس در حفرهٔ حاصل از نشست پرمافراست شکل می‌گیرد، دوام چندانی نداشته باشد. زمانی که یخ‌های زیرسطحی موجود در پرمافراست به‌طور کامل ذوب شوند، منبع تغذیهٔ این دریاچه از بین می‌رود و در نتیجه دریاچه خشک شده و جای خود را به پوشش گیاهی مرتعی می‌دهد.
این ویژگی—یعنی موقتی بودن دریاچه و گذار آن به دشت‌های علفی—یکی از بارزترین شاخص‌هایی است که آلاس را از دیگر سامانه‌های ترموکارستی قطبی متمایز می‌سازد. چنین تحول ژئومورفولوژیکی، پیامد مستقیم فرایندهای اقلیمی خاص منطقه بوده و در شکل‌گیری چشم‌اندازهای اکولوژیکی و کاربری‌های سنتی بومیان منطقه، نقش مهمی ایفا می‌کند.
آلاس‌ها غالباً به‌عنوان چراگاه اسب و همچنین مزرعهٔ یونجه مورد استفاده قرار می‌گیرند. پس از خشک شدن دریاچهٔ کم‌عمق اولیه، کف این فرورفتگی‌ها با پوشش گیاهی علفی نسبتاً غنی پوشیده می‌شود که برای دامپروری مناسب است. به‌ویژه در نواحی مرکزی دشت یاکوتی، این چشم‌اندازهای طبیعی به‌طور گسترده‌ای برای معیشت سنتی مردم منطقه به‌کار گرفته می‌شوند.
علاوه بر کارکرد زیست‌محیطی، آلاس‌ها یکی از برجسته‌ترین اشکال ژئومورفولوژیکی جمهوری ساخا به‌شمار می‌روند و حضور گسترده‌ای در بخش‌های میانی این ناحیه دارند. بزرگ‌ترین آلاس شناخته‌شده در جهان نیز «میوریو» نام دارد که در ناحیهٔ اوست-آلدان واقع شده و از نظر وسعت و کاربری نمونه‌ای شاخص محسوب می‌شود. این آلاس، نمونه‌ای منحصربه‌فرد از تأثیرات بلندمدت ذوب پرمافراست و تعامل آن با شرایط اقلیمی خشک سیبری مرکزی است.
آلاس‌ها افزون بر اهمیت زمین‌شناختی و زیست‌محیطی، جایگاه برجسته‌ای در فرهنگ مردم یاقوت دارند. در جشنوارهٔ سنتی ایسیخ، که سال نو یاقوتی به‌حساب می‌آید و در فصل تابستان برگزار می‌شود، هزاران نفر از ساکنان جمهوری ساخا گرد هم می‌آیند. برخی سال‌ها شمار شرکت‌کنندگان در آلاسی در اطراف شهر یاکوتسک به بیش از ۲۰٬۰۰۰ نفر می‌رسد.
در این گردهمایی‌ها، فضای آلاس برای چند روز به یک مرکز فرهنگی و آیینی زنده تبدیل می‌شود. شرکت‌کنندگان سازه‌هایی موقتی از پوست درخت غان برپا می‌کنند که به آن‌ها اوراها (به یاقوتی: Ураһа) گفته می‌شود. در کنار این سکونت‌گاه‌های سنتی، مجسمه‌های چوبی و دیگر ساختارهای نمادین نیز برپا می‌شود که بازتاب‌دهندهٔ پیوند عمیق مردم یاقوت با طبیعت و میراث نیاکانی‌شان است.
در کنار آلاس‌های بزرگ، جشن‌های کوچکتری نیز در دیگر نقاط جمهوری ساخا برگزار می‌گردد. به این ترتیب، آلاس‌ها نه‌فقط به‌عنوان عوارض ژئومورفولوژیک، بلکه به‌عنوان بسترهایی برای تداوم آیین‌های جمعی، انتقال فرهنگی و تقویت هویت قومی شناخته می‌شوند. این تقاطع ژئومورفولوژی و مردم‌نگاری، جایگاه آلاس را در مطالعات میان‌رشته‌ای علوم انسانی و محیطی برجسته می‌سازد.